# オルメカス・デ・タバスコ (ソフトボール)
オルメカス・デ・タバスコ（西: Olmecas de Tabasco）は、メキシコのタバスコ州ビヤエルモサを拠点とする女子ソフトボールチーム。リーガ・メヒカーナ・デ・ソフトボル（LMS）所属。

## 概要
メキシコのプロ野球リーグ、リーガ・メヒカーナ・デ・ベイスボル（LMB）に所属するオルメカス・デ・タバスコのソフトボールチーム。2024年に創設された同国の女子ソフトボールリーグ、リーガ・メヒカーナ・デ・ソフトボル（LMS）に参加。
同クラブでは、男子野球チームをロス・オルメカス（Los Olmecas）、女子ソフトボールチームをラス・オルメカス（Las Olmecas）と呼んでいる。

## タイトル
なし